# Конска глава (мъглявина)
Вижте пояснителната страница за други значения на Конска глава.
Мъглявината Конска глава (известна и като мъглявината Barnard 33 в светлата мъглявина IC 434) е тъмна мъглявина в съзвездието Орион. Мъглявината се намира точно под Алнитак, най-лявата звезда от Пояса на Орион, и е част от по-големия комплекс мъглявини в съзвездието. Намира се на около 1500 светлинни години от Земята. Тя е една от най-лесно разпознаваемите мъглявини заради формата на завихрения облак от тъмен прах и газове, която е подобна на тази на конска глава. Формата е забелязана за пръв път през 1888 г. от Уилиямина Флеминг върху фотографска плака B2312, заснета в Обсерваторията на Харвардския колеж.